# 229
Évszázadok: 2. század – 3. század – 4. század
Évtizedek: 170-es évek – 180-as évek – 190-es évek – 200-as évek – 210-es évek – 220-as évek – 230-as évek – 240-es évek – 250-es évek – 260-as évek – 270-es évek
Évek: 224 – 225 – 226 – 227 –  228 – 229 – 230 – 231 – 232 – 233 – 234

## Események

### Római Birodalom
- Severus Alexander császárt és Cassius Diót választják consulnak.
- Severus Alexander a korábbi évek komoly leértékelése után kissé felértékeli a pénzt: a denarius ezüsttartalmát 43%-ról 45%-ra, súlyát, 1,3 grammról 1,46 grammra növeli.

### Kína
- Az év elején Csu-ko Liang, Han Su állam kancellárja újabb támadást intéz Vej határának erődjei ellen, de húsznapos ostrom után visszavonul, hogy feltöltse készleteit. Ezt követően újból támad és a győztes csianveji csata után megszáll két veji kapitányságot.
- Júniusban Szun Csüan kikiáltja magát Vu császárává és Csienjében (ma Nanking) rendezi be fővárosát. Lépése miatt megromlik a viszonya szövetségesével, Su Han állammal, amelynek császára a Han-dinasztia jogos örökösének tartja magát.

## Halálozások
- Csao Jün, kínai hadvezér

## Fordítás
- Ez a szócikk részben vagy egészben  a(z)   229 című angol Wikipédia-szócikk ezen változatának fordításán alapul.  Az eredeti cikk szerkesztőit annak laptörténete sorolja fel. Ez a jelzés csupán a megfogalmazás eredetét és a szerzői jogokat jelzi, nem szolgál a cikkben szereplő információk forrásmegjelöléseként.